# Ulán-Udé
Ulán-Udé (en ruso: Ула́н-Удэ́, en buriato: Улаан-Удэ), antes Verjneúdinsk (Верхнеу́динск), es la capital de la república de Buriatia, al sur de la Rusia asiática o Siberia. Puerto fluvial situado en la confluencia de los ríos Udá y Selengá.
Las necesidades de transporte de Ulán-Udé están cubiertas por una línea ferroviaria a Pekín y por el ferrocarril Transiberiano. Las principales industrias se centran en el procesado de alimentos, curtiembres, aserraderos y la fabricación de cristal, ladrillos, equipo ferroviario y helicópteros de uso militar y civil.
Ulán-Udé es un importante centro cultural, científico e industrial de Siberia Oriental. Administrativamente, desde 2018 pertenece al Distrito Federal del Lejano Oriente (FEFD), de la que es la tercera ciudad más grande, solo superada por Vladivostok y Jabárovsk en términos de población.

## Toponimia

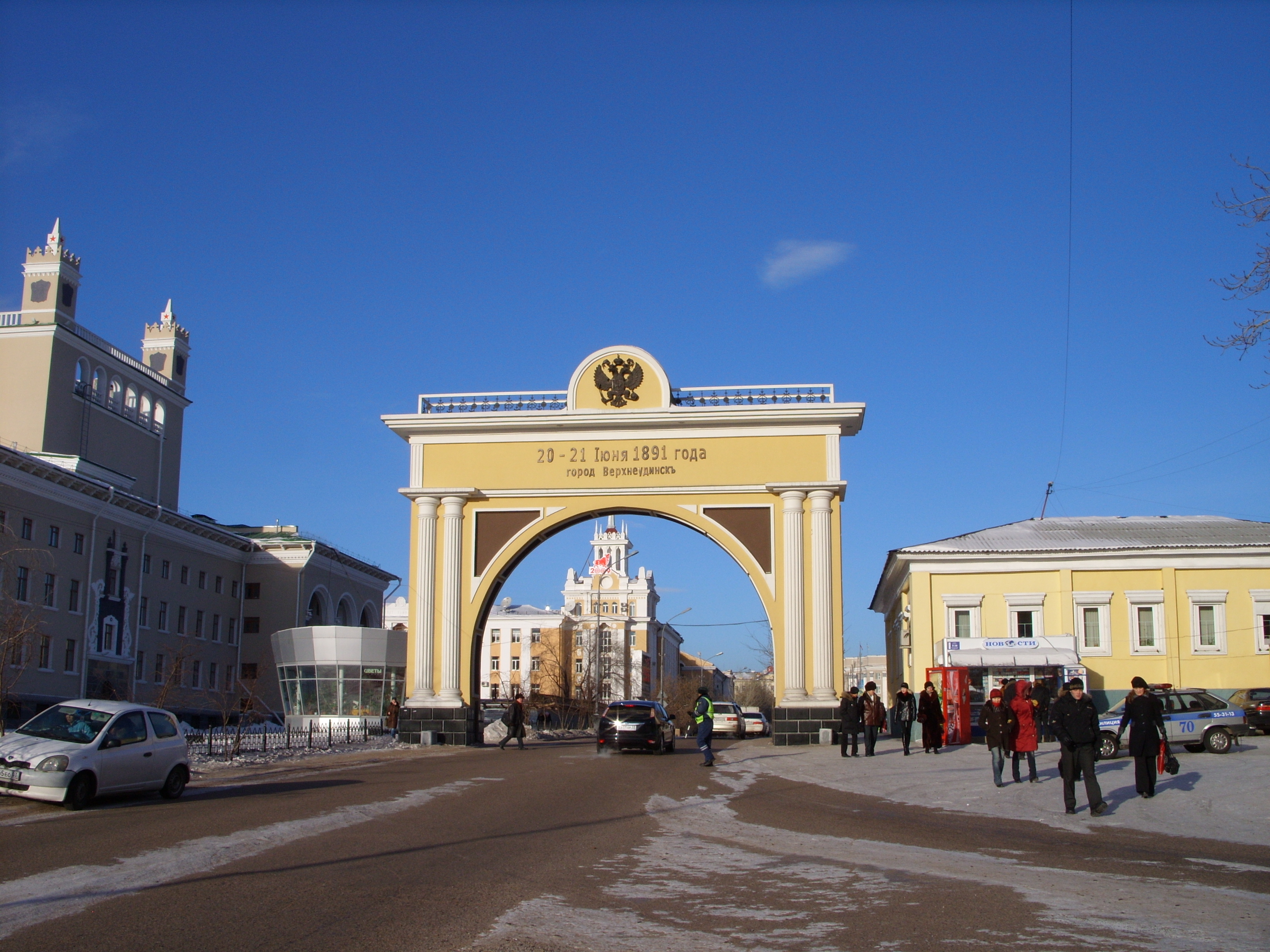
Arco reconstruido para conmemorar la visita del príncipe heredero Nicolás. Nótese que el nombre que aparece de la ciudad es Verjneúdinsk.

Ulán-Udé fue primero llamado Údinskoie (У́динское) por su ubicación en el río Udá. Desde alrededor de 1735, el asentamiento se llamó Údinsk (У́динск) y se le concedió el estatus de ciudad con ese nombre en 1775.
El nombre fue cambiado a Verjneúdinsk, literalmente «Alto Údinsk» (Верхнеу́динск), en 1783 para diferenciarlo de Nizhneúdinsk («Bajo Údinsk») situado en un distinto río Udá cerca de Irkutsk que le fue concedido el estatus de ciudad ese año. El «alto» y el «bajo» se refieren a las posiciones de las dos ciudades relativas entre sí, no la ubicación de las ciudades en sus respectivos ríos Udá. Verjneúdinsk se encuentra en la boca de su Udá, es decir, el extremo inferior, mientras que Nizhneúdinsk se encuentra a lo largo del tramo medio de su Udá.
El nombre actual fue dado a la ciudad en 1934 y significa «Udá rojo» en buriato, reflejando la ideología comunista de la Unión Soviética.

## Historia

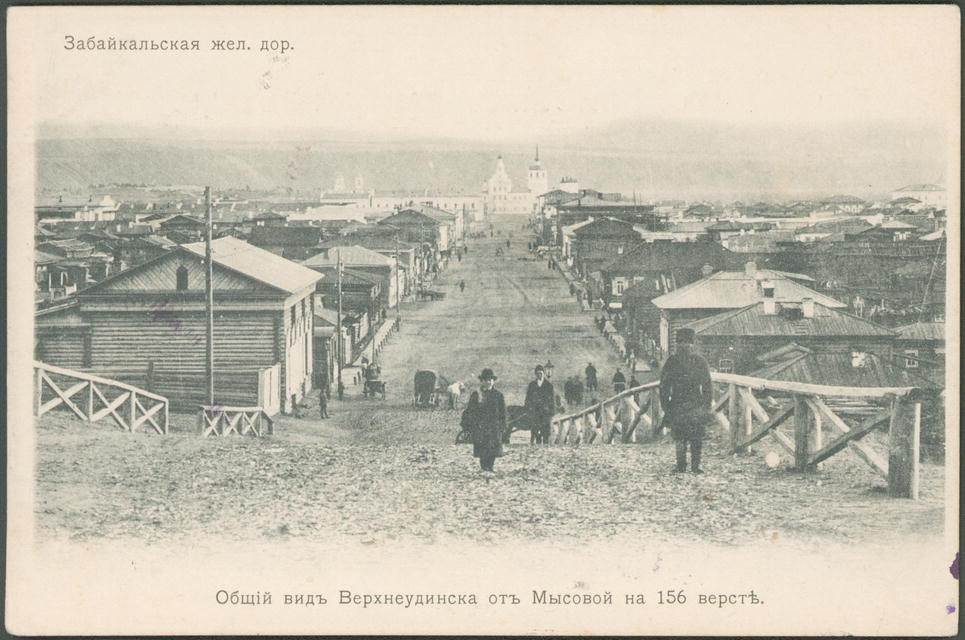
Una imagen de la ciudad en 1904

Los primeros ocupantes de la zona en la que se encuentra actualmente Ulán-Udé eran los evenki y, más tarde, los buriatos. Ulán-Udé fue fundada en 1666 por cosacos rusos como la fortaleza de Údinskoie. Debido a su posición geográfica favorable, creció rápidamente y se convirtió en un centro comercial grande que conectó Rusia con China y Mongolia y, a partir de 1690, era el centro administrativo de la región de Transbaikal.
En 1775, era conocido como Údinsk, y en 1783 se le concedió el estatus de ciudad y el nombre de Verjneúdinsk. Después de un gran incendio en 1878, la ciudad fue reconstruida casi por completo. El Ferrocarril Transiberiano llegó a la ciudad en 1900 causando una explosión en el crecimiento. La población que era de 3500 en 1880 alcanzó los 126 000 en 1939.
Del 6 de abril a octubre de 1920, Verjneúdinsk fue la capital de la República del Lejano Oriente (Дальневосточная Республика), a veces llamada República de Chitá. Era un estado nominalmente independiente que existió a partir de abril de 1920 a noviembre de 1922 en la parte más oriental del Extremo Oriente ruso.

## Geografía

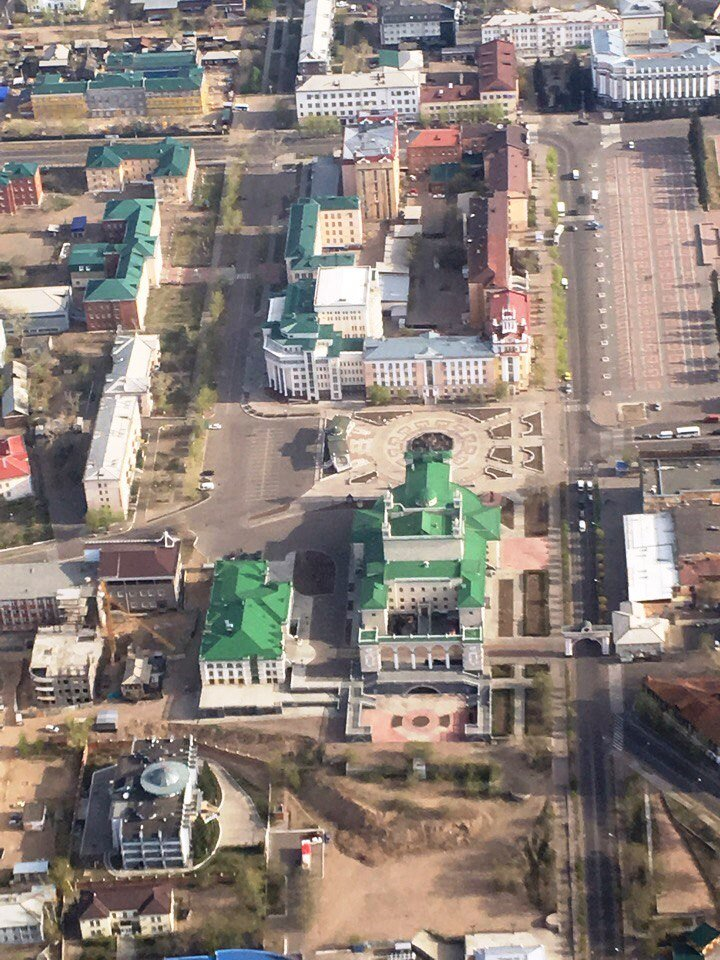
El centro de Ulán-Udé a vista de pájaro

La ciudad se encuentra a 5640 kilómetros al este de Moscú y a 100 kilómetros al sureste del lago Baikal. Se encuentra a 600 metros sobre el nivel del mar, al pie de las cordilleras Jamar-Daban y Jrebet Ulán-Burgasy, junto a la confluencia del río Selengá y su afluente, el río Udá, que divide la ciudad.
Ulán-Udé es uno de los ocho pares de ciudades en el mundo que tiene una ciudad antípoda casi exacta - con Puerto Natales, Chile.

### Hidrografía
Hay dos ríos que fluyen a través de Ulán-Udé: el Selengá y el Udá. El Selengá es la mayor afluencia del lago Baikal, que suministra al 50% de todos los ríos en su cuenca. El Selengá trae al lago unos 30 kilómetros cúbicos de agua al año, ejerciendo una gran influencia en la formación del agua del lago y su estado sanitario. El Selengá es el hábitat de especies de peces muy valiosas como el ómul, el esturión siberiano, el taimen siberiano, los tímalos y los corégonos.
El Udá es el afluente derecho del río Selengá. La longitud del curso de agua es de 467 kilómetros.

### Clima

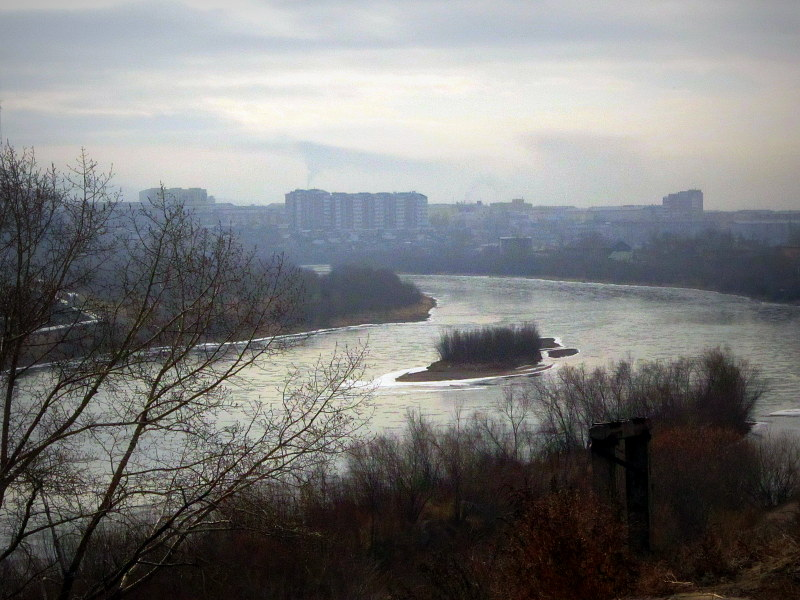
El río Udá a su paso por Ulán Udé.

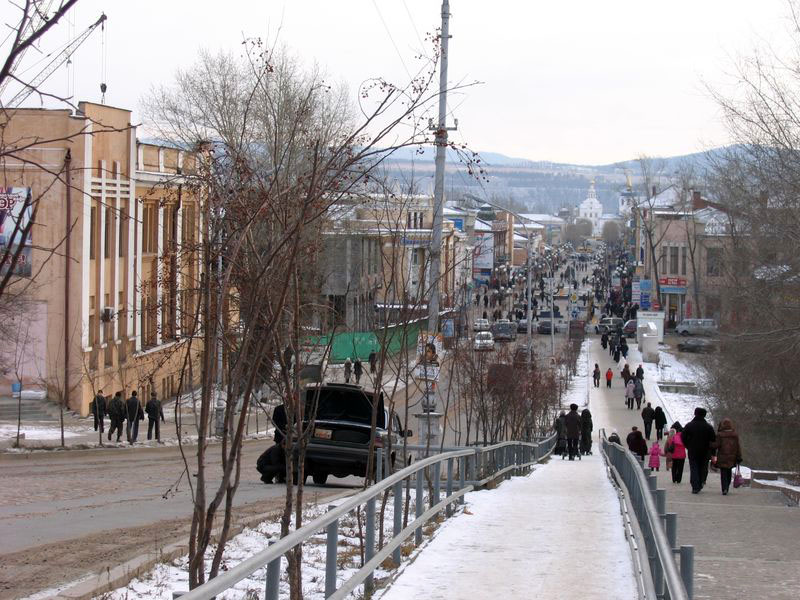
Vista de la calle Lenin de Ulán Udé en invierno.

Ulán-Udé puede describirse como poseedor de un clima estepario continental (clasificación climática de Köppen BSk), que bordea a un clima continental húmedo (Dwb) y clima subártico (Dwc). El clima se caracteriza por inviernos largos, secos y muy fríos, mientras que los veranos son cortos pero muy cálidos. La precipitación es baja y muy concentrada en los meses más calurosos.
| Parámetros climáticos promedio de Ulán-Udé (normales 1991–2020, extremos 1847–presente) | Parámetros climáticos promedio de Ulán-Udé (normales 1991–2020, extremos 1847–presente) | Parámetros climáticos promedio de Ulán-Udé (normales 1991–2020, extremos 1847–presente) | Parámetros climáticos promedio de Ulán-Udé (normales 1991–2020, extremos 1847–presente) | Parámetros climáticos promedio de Ulán-Udé (normales 1991–2020, extremos 1847–presente) | Parámetros climáticos promedio de Ulán-Udé (normales 1991–2020, extremos 1847–presente) | Parámetros climáticos promedio de Ulán-Udé (normales 1991–2020, extremos 1847–presente) | Parámetros climáticos promedio de Ulán-Udé (normales 1991–2020, extremos 1847–presente) | Parámetros climáticos promedio de Ulán-Udé (normales 1991–2020, extremos 1847–presente) | Parámetros climáticos promedio de Ulán-Udé (normales 1991–2020, extremos 1847–presente) | Parámetros climáticos promedio de Ulán-Udé (normales 1991–2020, extremos 1847–presente) | Parámetros climáticos promedio de Ulán-Udé (normales 1991–2020, extremos 1847–presente) | Parámetros climáticos promedio de Ulán-Udé (normales 1991–2020, extremos 1847–presente) | Parámetros climáticos promedio de Ulán-Udé (normales 1991–2020, extremos 1847–presente) |
| Mes                                                                                     | Ene.                                                                                    | Feb.                                                                                    | Mar.                                                                                    | Abr.                                                                                    | May.                                                                                    | Jun.                                                                                    | Jul.                                                                                    | Ago.                                                                                    | Sep.                                                                                    | Oct.                                                                                    | Nov.                                                                                    | Dic.                                                                                    | Anual                                                                                   |
| --------------------------------------------------------------------------------------- | --------------------------------------------------------------------------------------- | --------------------------------------------------------------------------------------- | --------------------------------------------------------------------------------------- | --------------------------------------------------------------------------------------- | --------------------------------------------------------------------------------------- | --------------------------------------------------------------------------------------- | --------------------------------------------------------------------------------------- | --------------------------------------------------------------------------------------- | --------------------------------------------------------------------------------------- | --------------------------------------------------------------------------------------- | --------------------------------------------------------------------------------------- | --------------------------------------------------------------------------------------- | --------------------------------------------------------------------------------------- |
| Temp. máx. abs. (°C)                                                                    | -0.4                                                                                    | 7.9                                                                                     | 18.4                                                                                    | 28.7                                                                                    | 35.6                                                                                    | 40.0                                                                                    | 40.6                                                                                    | 39.7                                                                                    | 32.2                                                                                    | 24.7                                                                                    | 11.3                                                                                    | 5.2                                                                                     | 40.6                                                                                    |
| Temp. máx. media (°C)                                                                   | -17.6                                                                                   | -10.6                                                                                   | 0.4                                                                                     | 10.7                                                                                    | 18.6                                                                                    | 25.5                                                                                    | 27.5                                                                                    | 24.2                                                                                    | 16.8                                                                                    | 6.9                                                                                     | -5.2                                                                                    | -14.8                                                                                   | 6.9                                                                                     |
| Temp. media (°C)                                                                        | -22.8                                                                                   | -17.5                                                                                   | -6.7                                                                                    | 3.4                                                                                     | 10.9                                                                                    | 17.9                                                                                    | 20.6                                                                                    | 17.7                                                                                    | 10.0                                                                                    | 0.8                                                                                     | -10.3                                                                                   | -19.4                                                                                   | 0.4                                                                                     |
| Temp. mín. media (°C)                                                                   | -27.2                                                                                   | -23.5                                                                                   | -13.0                                                                                   | -3.0                                                                                    | 3.8                                                                                     | 11.1                                                                                    | 14.6                                                                                    | 12.3                                                                                    | 4.6                                                                                     | -4.0                                                                                    | -14.4                                                                                   | -23.2                                                                                   | -5.2                                                                                    |
| Temp. mín. abs. (°C)                                                                    | -54.4                                                                                   | -44.9                                                                                   | -40.4                                                                                   | -28.0                                                                                   | -15.1                                                                                   | -3.9                                                                                    | 1.2                                                                                     | -4.0                                                                                    | -11.4                                                                                   | -27.9                                                                                   | -38.0                                                                                   | -48.8                                                                                   | -54.4                                                                                   |
| Precipitación total (mm)                                                                | 5                                                                                       | 3                                                                                       | 3                                                                                       | 6                                                                                       | 18                                                                                      | 34                                                                                      | 64                                                                                      | 63                                                                                      | 27                                                                                      | 7                                                                                       | 9                                                                                       | 11                                                                                      | 250                                                                                     |
| Días de lluvias (≥ 1 mm)                                                                | 0                                                                                       | 0.04                                                                                    | 1                                                                                       | 6                                                                                       | 10                                                                                      | 14                                                                                      | 16                                                                                      | 15                                                                                      | 13                                                                                      | 7                                                                                       | 1                                                                                       | 0                                                                                       | 83                                                                                      |
| Días de nevadas (≥ 1 mm)                                                                | 15                                                                                      | 11                                                                                      | 9                                                                                       | 8                                                                                       | 2                                                                                       | 0.03                                                                                    | 0                                                                                       | 0                                                                                       | 1                                                                                       | 8                                                                                       | 17                                                                                      | 18                                                                                      | 89                                                                                      |
| Horas de sol                                                                            | 115                                                                                     | 155                                                                                     | 225                                                                                     | 248                                                                                     | 287                                                                                     | 288                                                                                     | 270                                                                                     | 247                                                                                     | 211                                                                                     | 167                                                                                     | 113                                                                                     | 92                                                                                      | 2418                                                                                    |
| Humedad relativa (%)                                                                    | 77                                                                                      | 75                                                                                      | 66                                                                                      | 53                                                                                      | 49                                                                                      | 57                                                                                      | 64                                                                                      | 69                                                                                      | 68                                                                                      | 68                                                                                      | 76                                                                                      | 78                                                                                      | 67                                                                                      |
| Fuente n.º 1: Pogoda.ru.net                                                             |                                                                                         |                                                                                         |                                                                                         |                                                                                         |                                                                                         |                                                                                         |                                                                                         |                                                                                         |                                                                                         |                                                                                         |                                                                                         |                                                                                         |                                                                                         |
| Fuente n.º 2: NOAA                                                                      |                                                                                         |                                                                                         |                                                                                         |                                                                                         |                                                                                         |                                                                                         |                                                                                         |                                                                                         |                                                                                         |                                                                                         |                                                                                         |                                                                                         |                                                                                         |

## Demografía
| Gráfica de evolución demográfica de Ulán-Udé entre 1923 y 2018 |
|                                                                |
| Fuente IDUNI                                                   |

En términos poblacionales, Ulan-Ude es la tercera ciudad más grande de Siberia oriental.

## Cultura

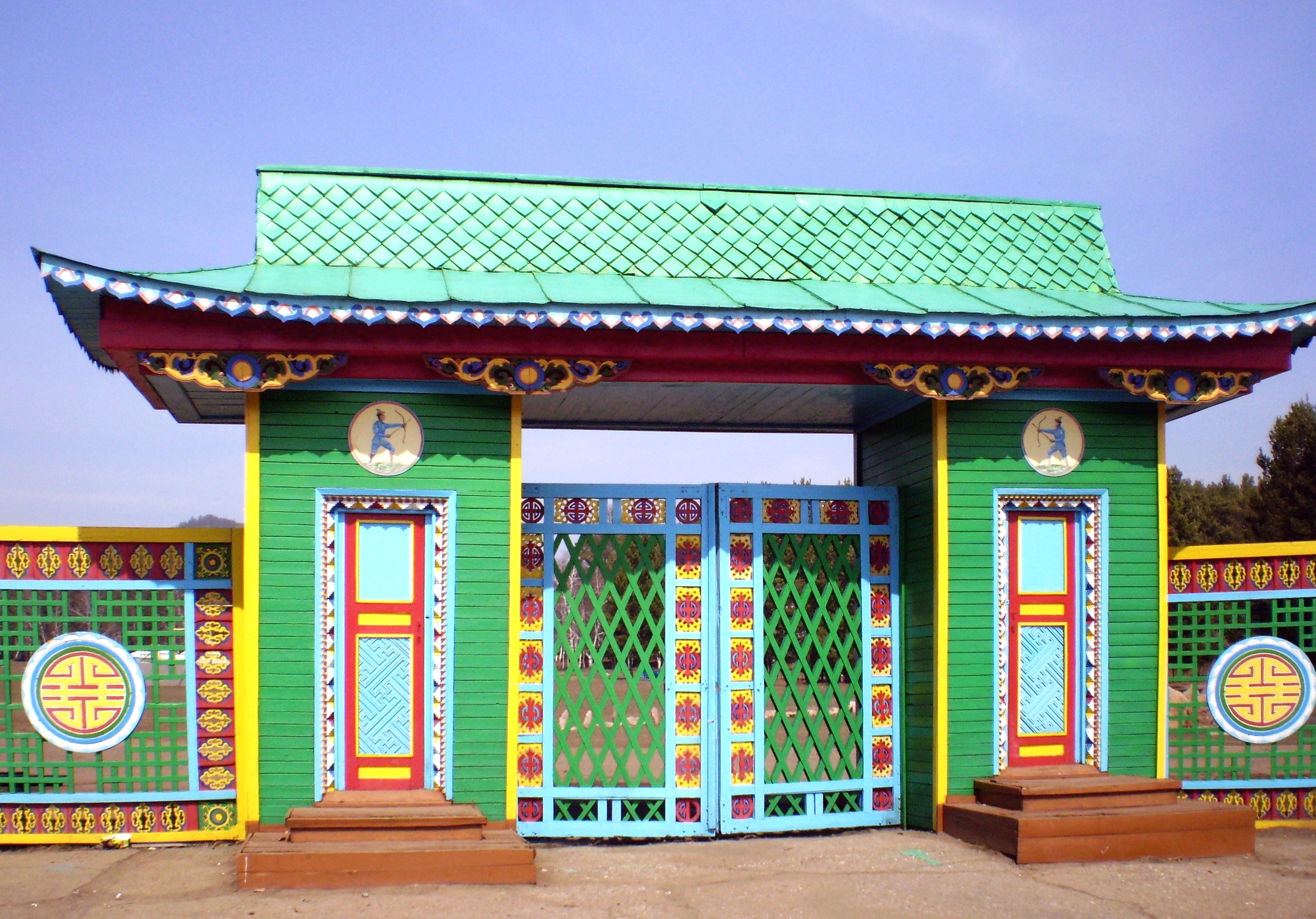
Entrada del Museo Etnográfico de Ulán-Udé.

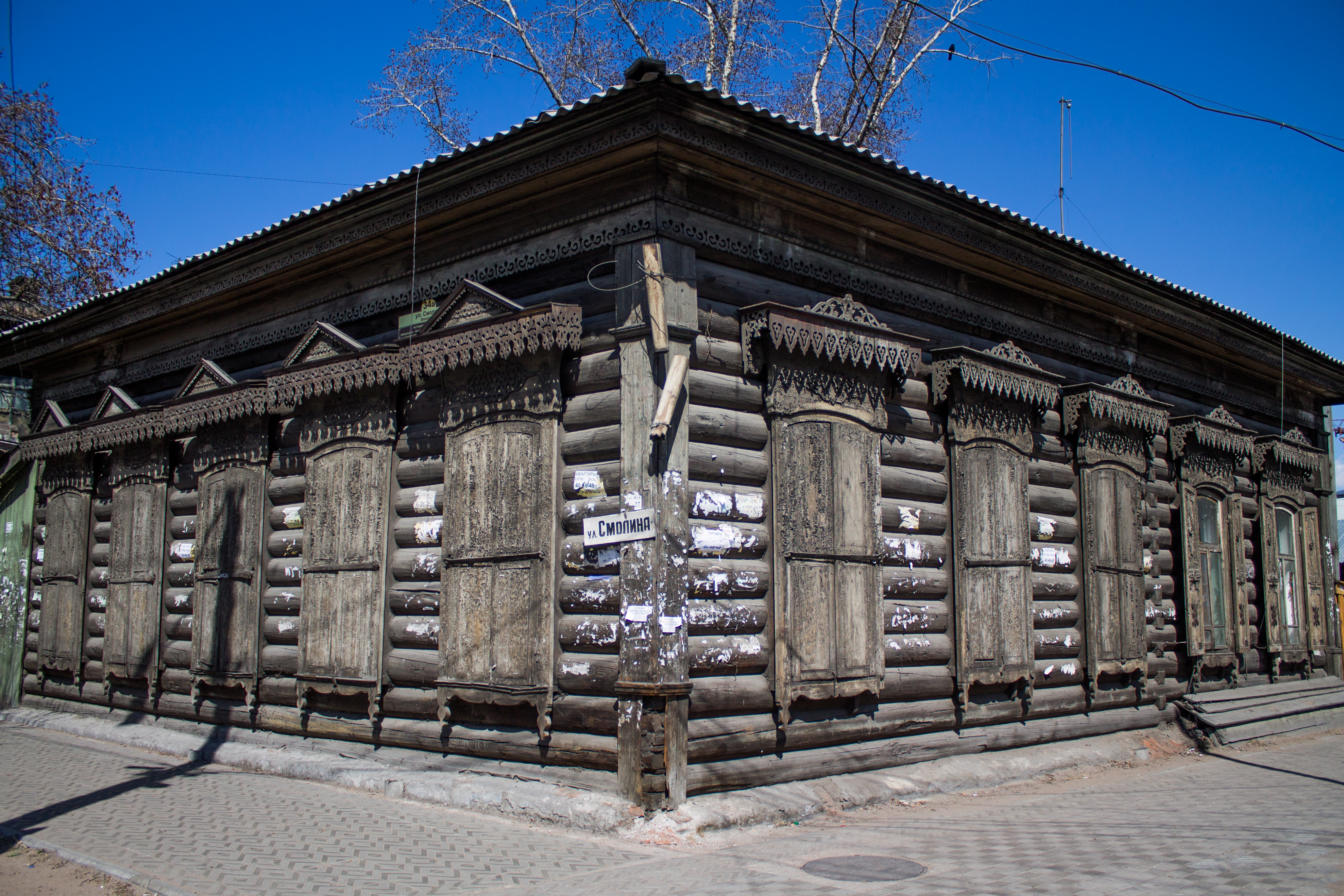
Un ejemplo de arquitectura de madera siberiana en Ulán-Udé.

Hasta 1991, Ulán-Udé era una ciudad cerrada a los extranjeros. En el centro histórico de Ulán-Udé, a lo largo de las riberas de los ríos, que son ejemplos excepcionales del clasicismo ruso, hay viejas mansiones de comerciantes ricamente decoradas con madera y piedra tallada. La ciudad cuenta con un gran museo etnográfico que recuerda la historia de los pueblos de la región.
Una de las grandes atracciones de la ciudad es la enorme e inusual estatua de la cabeza de Vladímir Lenin en la plaza central. Es la más grande del mundo, construida en 1970 para el centenario del nacimiento del revolucionario soviético, se eleva sobre la plaza principal a 7,7 metros y pesa 42 toneladas. La cabeza ha evitado la patina asociada con el bronce por un revestimiento especial y es un lugar común de reunión.
El Museo Etnográfico de los pueblos de Transbaikal es uno de los museos al aire libre más grandes de Rusia. El museo contiene los hallazgos históricos de la era de la cultura de la losa y el Xiongnu hasta mediados del siglo XX, incluyendo una colección única de muestras de la arquitectura de madera de Siberia, con más de cuarenta monumentos arquitectónicos.
La Catedral de Odiguítrievski, de la diócesis de Buriatia de la Iglesia ortodoxa rusa, fue el primer edificio de piedra en la ciudad y es un monumento arquitectónico del barroco siberiano. La catedral es considerada única porque está construida en una zona de alta actividad sísmica en el corazón de la ciudad a orillas del río Udá, donde desemboca en el Selengá.

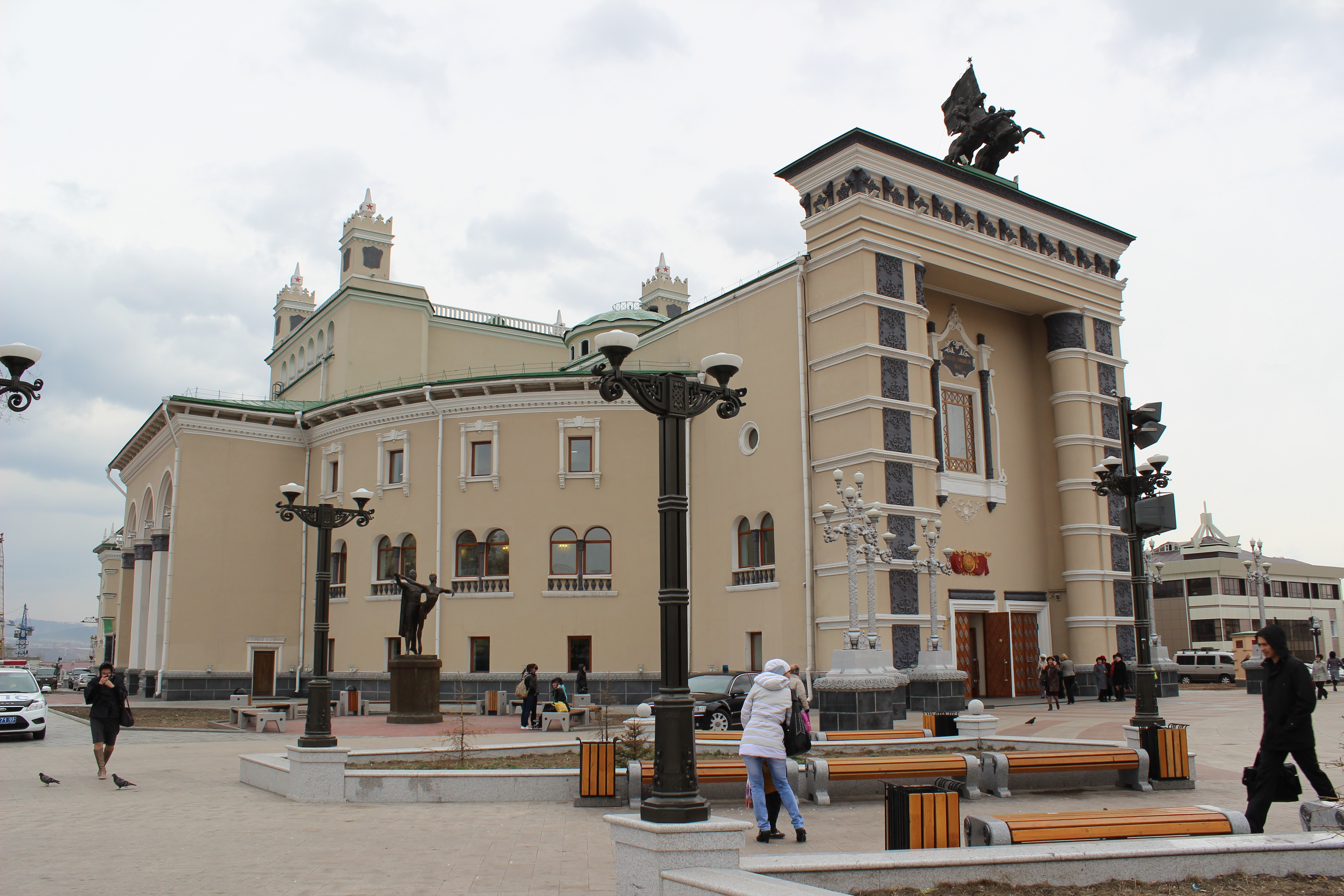
Teatro de Ópera y Ballet de Buriatia
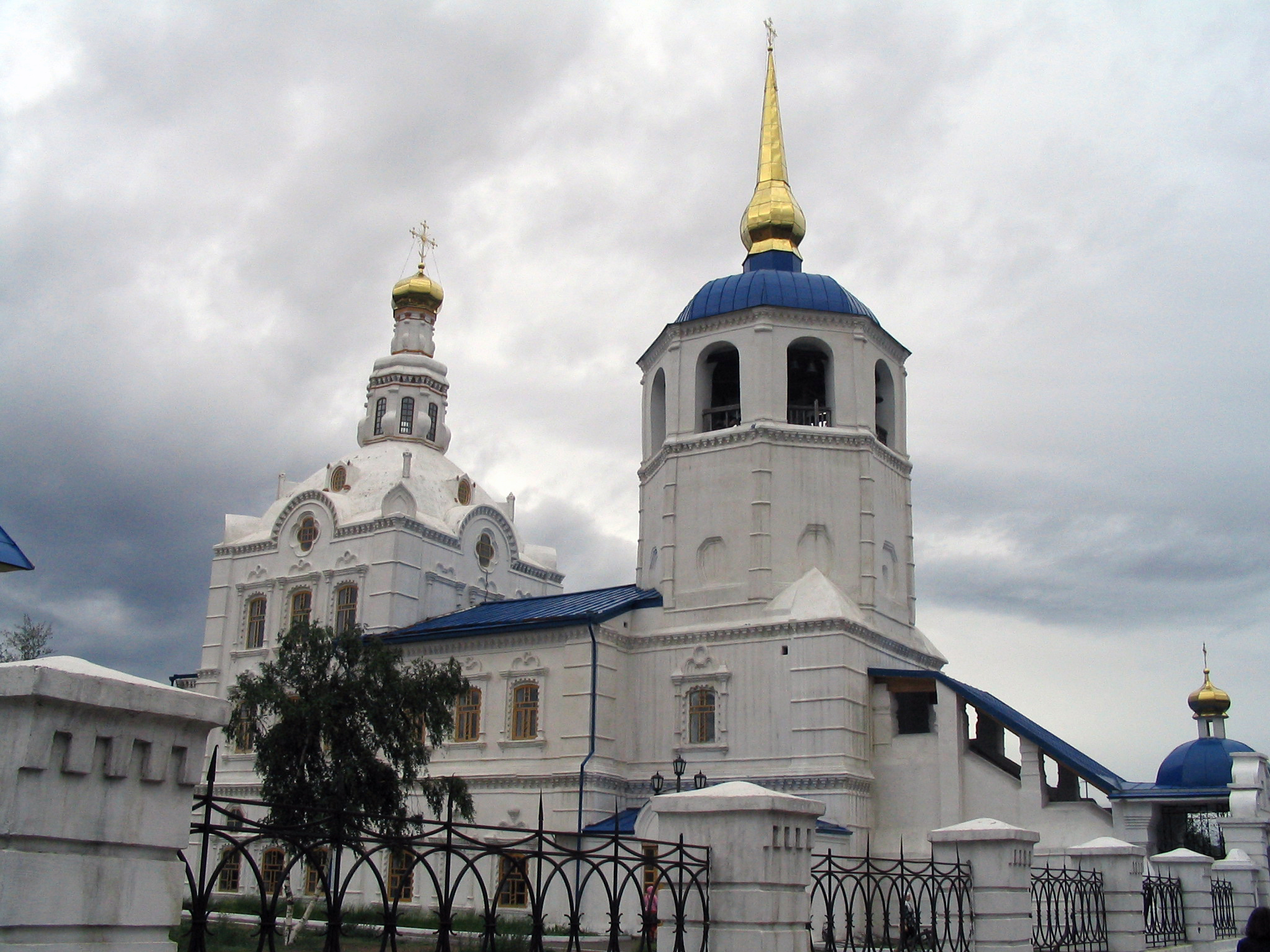
Catedral de Odiguítrievski
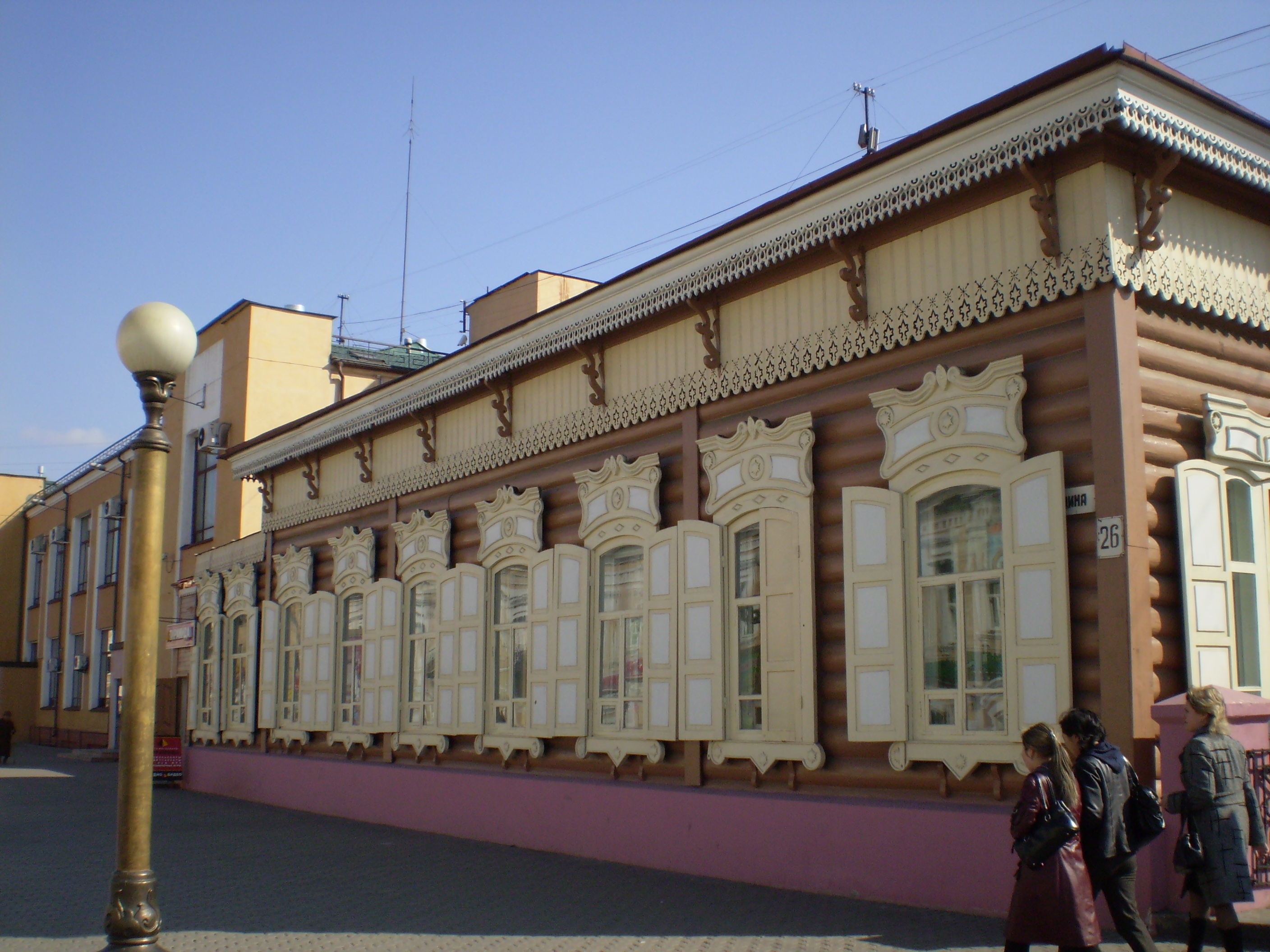
Museo de Historia de Ulán-Udé
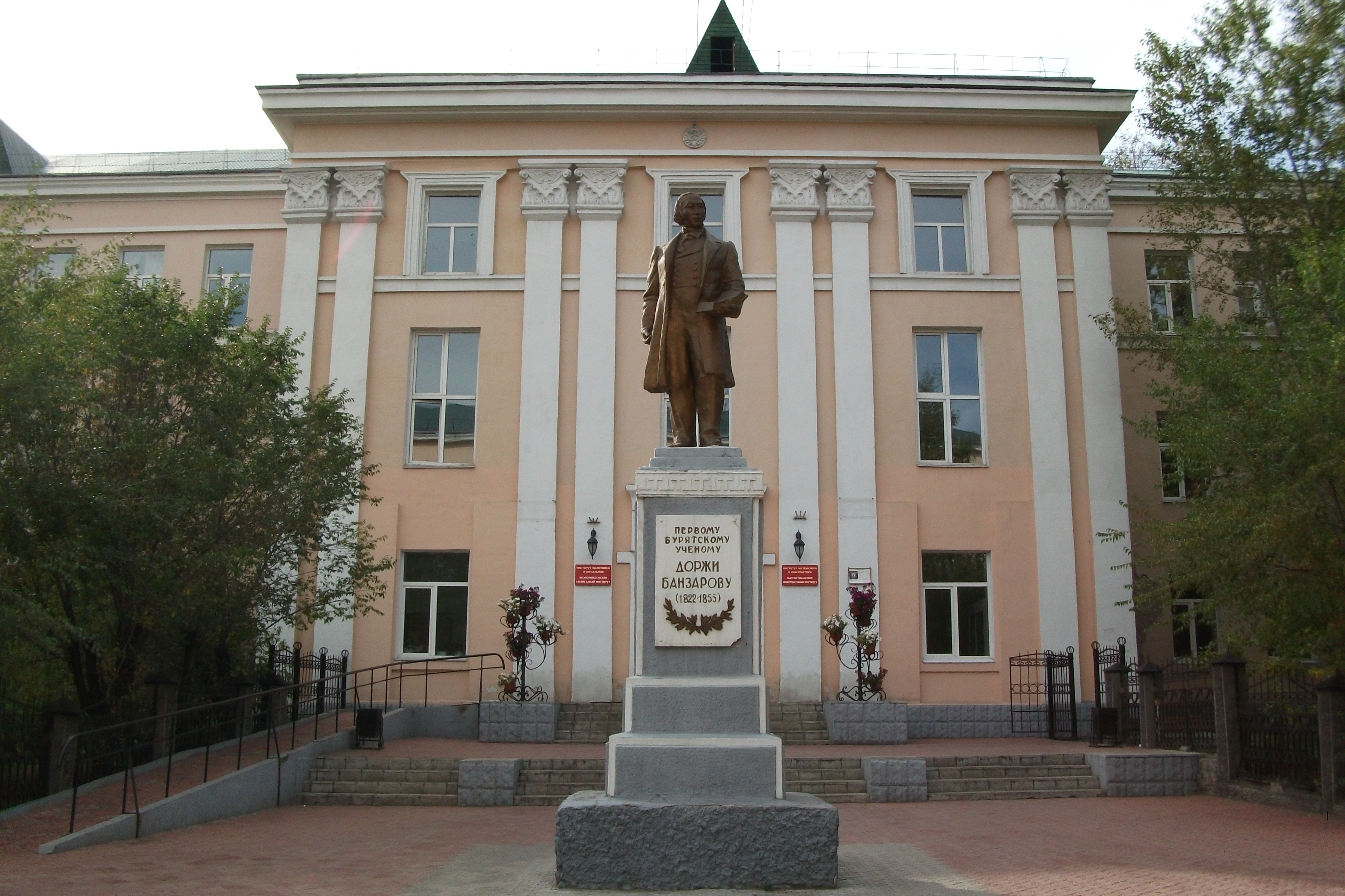
Universidad Estatal de Buriatia

## Transporte

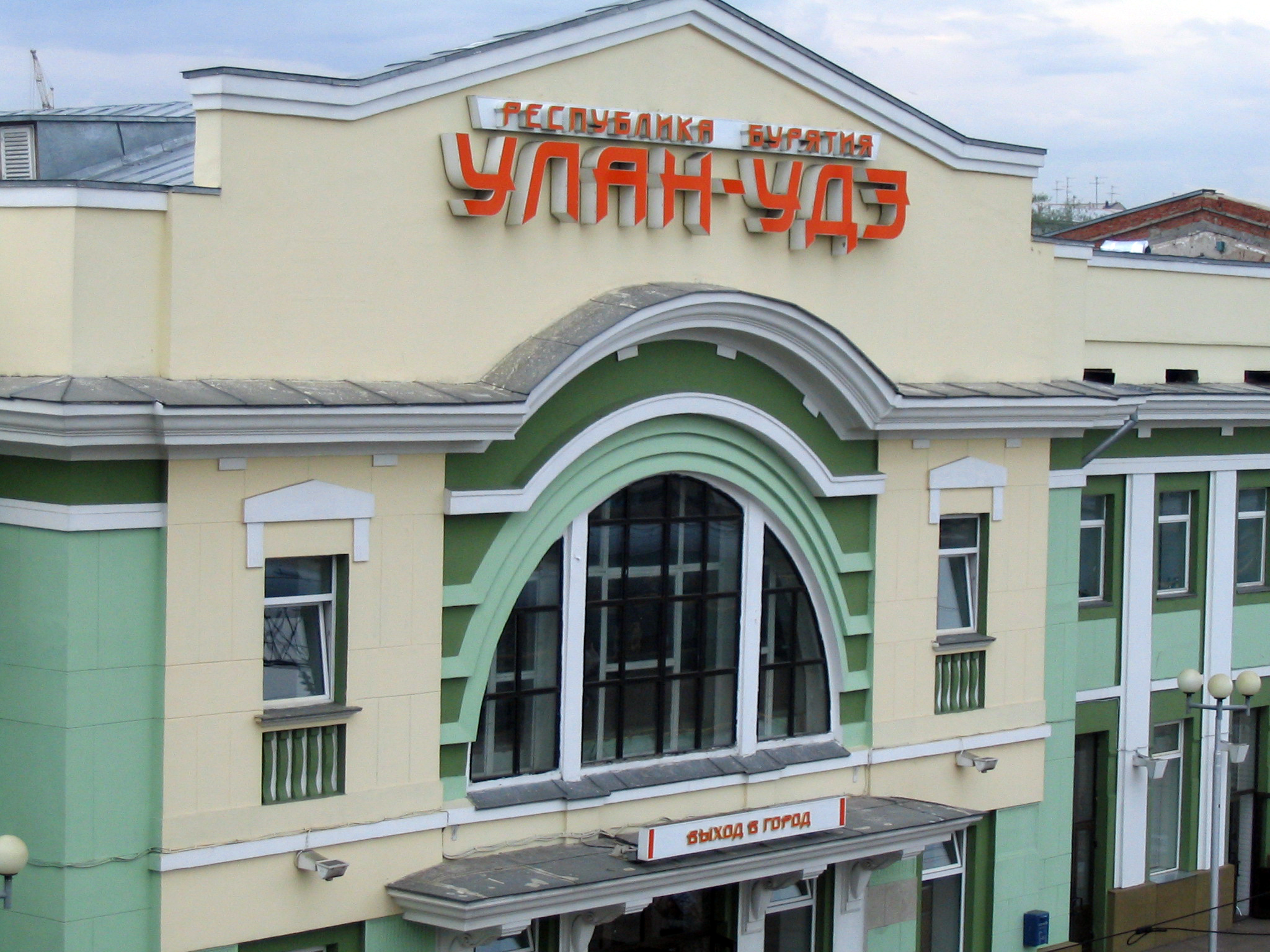
Estación de ferrocarril de Ulán-Udé, punto importante del ferrocarril Transiberiano.

Ulán-Udé está situada en la línea principal –línea transiberiana– del ferrocarril Transiberiano entre Irkutsk y Chitá en la ensambladura de la línea del ferrocarril Transmongoliano, que comienza en Ulán Udé y continúa hacia el sur a través de Mongolia a Beijing en China.
La ciudad también se encuentra en la sección M55 de la carretera de Baikal –parte de la carretera transiberiana–, la principal vía federal a Vladivostok. El tráfico aéreo es servido por el Aeropuerto Internacional Baikal, así como el pequeño aeropuerto de Ulán-Udé Vostochny. El transporte urbano incluye líneas de tranvía, autobús y marshrutka (taxi compartido).

## Ciudades hermanadas
Ulán-Udé está hermanada con:

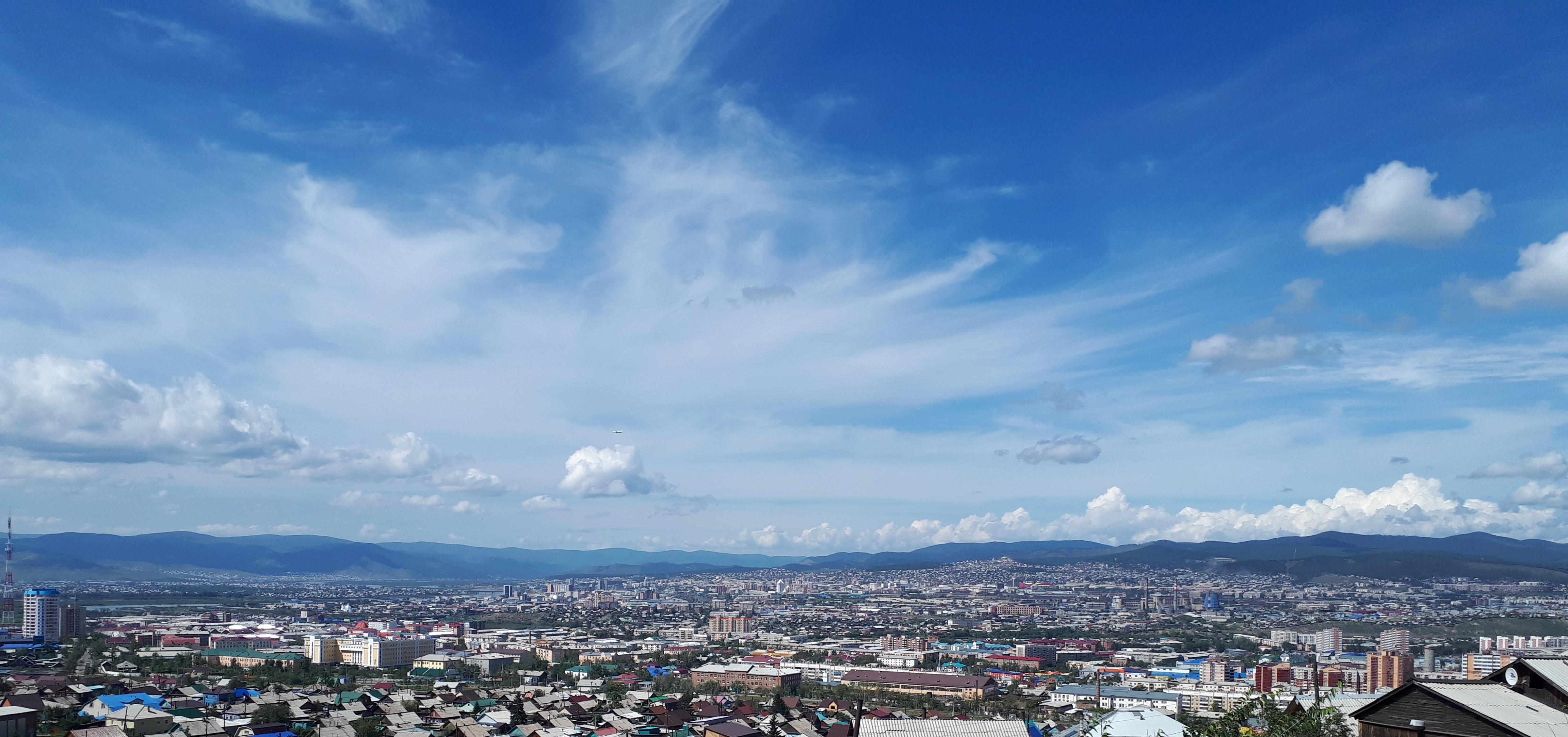
Panorama de Ulan-Ude. Vista desde el monte Komushka

- Anyang - Corea del Sur (1997)
- Berkeley - Estados Unidos
- Changchun - China
- Darkhan - Mongolia
- Erdenet - Mongolia
- Hohhot - China
- Kazán - Rusia
- Manzhouli - China
- Mannheim - Alemania
- Rumoi - Japón
- Taipéi - Taiwán
- Ulán Bator - Mongolia
- Yalta - Rusia
- Yamagata - Japón
- Judenburg - Austria